# Kenji Koshiba
Kenji Koshiba (jap. 小柴健二 Koshiba Kenji; ur. 12 stycznia 1972) – japoński zapaśnik w stylu wolnym. Srebrny medal na igrzyskach azjatyckich w 1998. Trzykrotny uczestnik mistrzostw świata, zajął jedenaste miejsce w 1998 roku. Drugi w Pucharze Świata w 1995 i piąty w 1994. Szósty na mistrzostwach Azji w 1999 roku.